# Noddy
El noddy (O.F. naudin), Noddie, Nodde, es un juego de cartas inglés del siglo XVI antecesor del Cribbage. Es el juego de cartas más antiguo identificable con esta estructura de juego y pariente del juego de cartas más elaborado denominado Costly Colours del siglo XVIII. 
Se juega con un mazo estándar de 52 cartas de baraja inglesa o baraja francesa.

## Historia
La más antigua referencia al Noddy en The Oxford English Dictionary se remonta a 1589. La palabra noddy, significa tonto o individuo simple, pero en el sentido del juego solo hace referencia al caballero del palo de triunfo que se expone al comienzo del juego.
Una descripción muy interesante del juego existe en la obra The Academy of Armory, que Randle Holme escribió en 1688, donde se explica la forma de puntuar y terminología.

## Cribbage sin la caja
En alguna medida el noddy se asemeja a "un Cribbage pequeño sin la caja". Pero parecería que el juego de noddy era de contaje y que se trataba de alcanzar un contaje de quince, veintiuno o treinta y uno, tal como indican Shirley y Salton.
Edmund Gayton (Notas Festivas sobre Don Quixot, 1654) menciona los tableros de noddy, sin embargo Robert Nares en Un Glosario: o colección de palabras, frases, nombres y alusiones a costumbres, proverbios, &c (1822) menciona que el Noddy no se jugaba con un tablero, lo cual es plausible debido a la evolución natural de los juegos de cartas.